# 大石武士
大石 武士（おおいし たけし）は、日本の体育学者、駒澤大学名誉教授。空手家、日本空手協会首席師範補佐。

## 来歴
長崎県生まれ。駒澤大学卒業。
1971年、駒澤大学に着任。その後、同大学 総合教育研究部スポーツ・健康科学部門教授に就任。「生涯における健康とスポーツ」について、熱心に学生の指導に当たった。保健体育部時代には部長を務めた。また、空手道部の師範として、数々の大会で成績を残す。2011年に定年退職、名誉教授。退官後も、国内外から空手道指導を行う。
選手としては、空手道全国大会で三連覇（1969～1971年）という偉業を成し遂げ、この記録はギネスブックにも認定される。
公益社団法人日本空手協会首席師範補佐、空手九段。日本空手協会理事、全空連評議員、関東学生空手道連盟相談役、国士館大学空手道部師範などを歴任。

## 主な戦績
- 1967年 全国選手権大会 成年男子組手 2位
- 1968年 第1回世界選手権大会 成年男子組手 優勝（於メキシコ）
- 1969年 全国選手権大会 成年男子組手 優勝
- 1970年 全国選手権大会 成年男子組手 優勝
- 1971年 全国選手権大会 成年男子組手 優勝[4]
- 1973年 全国選手権大会 成年男子組手 優勝[5][6]

## 家族
長男の大石宗伯は、明徳中学校・高等学校（現：明徳義塾中学校・高等学校）空手道部にして平成元年インターハイ団体組手優勝。
その後父が師範の駒沢大学空手道部へと進学
卒業後車関係の会社員を経て、武士の推薦により1996年に母校の空手道部の監督を務めている。
2022年には宗伯の部員への常習的な暴力による支配と、骨折での病院への通院不許可などの行為を部員が告発、その後、提訴している。

これについて武士は「うさぎ跳びを1000回ですか。いくらなんでもそんなにやらせないでしょう。私は何も聞いていません。（宗伯氏には）暴力ではなく、口で指導しろと話しています」と宗徳の行為を把握していなかったという
尚、部員への暴行に関しては、宗伯は暴行罪で略式命令を受け、罰金30万円を納付している。

## 著書
- 研究者情報～researchmap.jp